# Fregio della nuova Aula dei deputati
Il Fregio per la nuova Aula dei deputati è composto da 50 pannelli dipinti con una tempera cerosa (encausto) su tela da Giulio Aristide Sartorio,  tra il 1908 e il 1912. I pannelli formano un nastro lungo di 105 metri ed alto circa 3,75 metri, collocato nella sede originaria nella nuova Aula dei deputati di Palazzo Montecitorio, a Roma.

## Storia
L’architetto Ernesto Basile aveva predisposto nel suo plastico ligneo della Nuova Aula la parte destinata alla pittura, il fregio è quindi in simbiosi con la superficie curvilinea dell'Aula.
L'invito a dipingere il fregio arrivò al Sartorio proprio da Basile e fu accolto dalla Commissione parlamentare. Il desiderio della committenza era quello ottenere uno stile che guardasse con rispetto al passato, ma con un linguaggio artistico innovativo.
Prima di fare il bozzetto Sartorio ebbe una lunga conversazione con Antonio Fradeletto, che raccomandò al pittore di tenere ben presenti tre periodi della vita italiana: la Libertà Comunale, il Rinascimento, il Risorgimento; tali idee collimavano con quelle del Sartorio.
Sartorio nel febbraio del 1908 si recò un mese a Londra per studiare dal vero il fregio del Partenone e i Trionfi di Andrea Mantegna e nell'agosto dello stesso anno ultimò il bozzetto, che fu approvato dalla Commissione in novembre. Il contratto fu stipulato nel 1909 e l'esecuzione ebbe inizio nel giugno dello stesso anno; il fregio fu ultimato in trentun mesi: nell'ottobre del 1911. In alcuni mesi furono poi eseguiti i ritocchi e la messa in opera.
Nessuna grande decorazione avrebbe potuto appagarmi come questa, nessun'altra avrebbe potuto offrire sì largo campo alla mia mano.»
(G. Aristide Sartorio)

## Descrizione
(G. Aristide Sartorio)

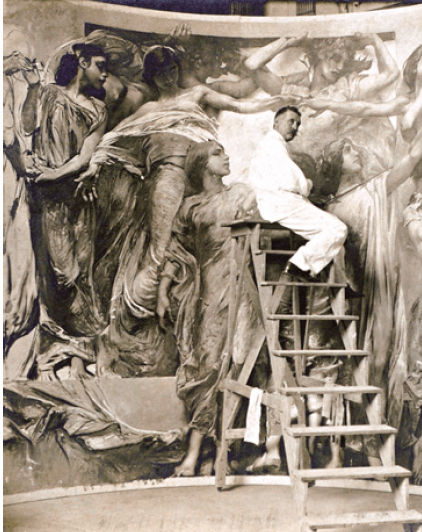
Giulio Aristide Sartorio nel suo studio di via Fausta (Roma), 1910, mentre lavora ad un pannello del Fregio della Nuova Aula raffigurante Una porta d'Italia. Archivio Eredi Sartorio.

Il fregio è lungo quasi 120 metri e alto circa 3,70 ed è collocato all'altezza di 19 metri.
La composizione del fregio, concepita in rapporto alla forma architettonica, si divide in due parti, una retta e l'altra curva intorno alla parete della esedra. Sulla prima si trova la visione epica della storia d'Italia, sulla seconda il contenuto lirico della sua civiltà secolare: nel centro è collocata la Giovane Italia sulla quadriga trionfale.
Le 280 figure allegoriche che animano l'opera (compresi gli animali) sono rese senza scorcio prospettico e tutte si muovono sullo stesso piano, come nel fregio fidiaco studiato dal Sartorio a Londra nel 1908, e non paiono immemori dell'arte di Michelangelo. 
Le tonalità che ha utilizzato l'artista sono piuttosto chiare e assieme ai colori scelti conferiscono all'opera uniformità, anche il legame tra pittura ed architettura, sottinteso già a livello progettuale da Basile, rende il fregio come una grande decorazione Liberty, in continuum con le teorie di William Morris.
Scrive Bibiana Borzì: «Nell’austero involucro concepito da Basile si muovono cavalli al galoppo, vessilli al vento, una folla di corpi. È una scarica di energia quella emanata dal Fregio e il suo vigore plastico è un inno alla vita, alla rinascita politica, sociale, culturale di un'Italia pronta ad affrontare il domani, proprio sotto gli auspici dell'arte che da sempre la rappresenta nel mondo.»
Il fregio è infatti caratterizzato dal dinamismo, dall'energia che si dispiega ritmicamente e unitariamente per tutta la sua lunghezza attraverso il moto ondoso delle immagini allegoriche, e il colore contribuisce a rendere l'animarsi della civiltà del popolo italiano dopo l'unità d'Italia. Sartorio si è autoritratto nel fregio mentre porge alla figura allegorica della Giovane Italia una statuina raffigurante la sua Gorgone.

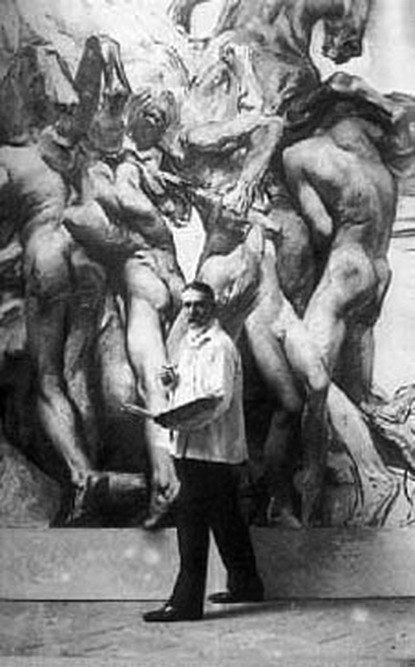
Giulio Aristide Sartorio nel suo studio di via Fausta (Roma), 1910, mentre lavora al pannello del Fregio della Nuova Aula raffigurante l'Eroismo comunale. Archivio Eredi Sartorio.

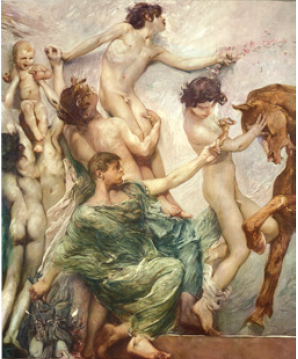
L'autoritratto di Sartorio presente nel Fregio

## Tecnica
Il Sartorio decise di eseguire l'opera con la tecnica dell'encausto perché rispetto all'affresco avrebbe comportato una minore spesa e un minor tempo. Infatti all'epoca l’umidità delle superfici avrebbe posticipato il lavoro di due anni, se eseguito ad affresco. Anche dal punto di vista estetico l'encausto era più congeniale tenendo presente il rivestimento ligneo dell’Aula.
La tela sulla quale è dipinto il fregio fu tessuta in Italia, mentre i colori che furono utilizzati erano di marca inglese. L'artista lavorò con abbondanti terre, ossidi di ferro e solfuri di cadmio. In alcuni punti il colore è così consistente da dare l'impressione di un altorilievo, così la pittura diviene scultorea. Lo spessore delle pennellate può infatti variare da pochi millimetri ad alcuni centimetri.
Sartorio utilizzò un metodo innovativo per procedere alla pittura: di sera proiettava le diapositive dei suoi bozzetti sulle tele, così da ottenere rapidamente la trasposizione dei disegni ingranditi, da dipingere il giorno seguente.